# Damien Riat
Damien Riat (* 26. Februar 1997 in Genf) ist ein Schweizer Eishockeyspieler, der seit August 2021 beim Lausanne HC aus der Schweizer National League unter Vertrag steht und dort auf der Position des Flügelstürmers spielt.

## Karriere
Riat begann seine Eishockeykarriere in der Nachwuchsabteilung des Genève-Servette HC. Er spielte auch Fussball, entschied sich letztlich aber für das Eishockey. Im Sommer 2012 verliess er seine Heimat Genf und wechselte in die kanadische Provinz Saskatchewan zu den Notre Dame Argos. Beim CHL Import Draft 2014 wurde er von den Foreurs de Val-d’Or in der ersten Runde als insgesamt 44. Spieler gezogen. Doch statt nach Québec schloss er eine Saison beim schwedischen Verein Malmö Redhawks an. Für die Redhawks spielte er primär in der Jugend, bilanzierte aber auch drei Einsätze in der zweithöchsten Klasse des Landes, der HockeyAllsvenskan.
Im April 2015 wurde die Rückkehr in seine Heimat bekannt, als Genève-Servette seine Verpflichtung vermeldete. In seiner ersten Saison in der National League A (NLA) wurde Riat prompt fester Bestandteil des GSHC-Kaders. Beim NHL Entry Draft 2016 wurde er an 117. Position von den Washington Capitals aus der National Hockey League (NHL) ausgewählt.
Anfang Februar 2018 gab der EHC Biel Riats Verpflichtung ab der Saison 2018/19 bekannt. Der ausgehandelte Vertrag enthielt eine NHL-Ausstiegsklausel jeweils per 20. Juli. Im März 2020 unterzeichnete er einen Einstiegsvertrag bei den Washington Capitals und wurde von diesen im August 2020 an den Genève-Servette HC ausgeliehen. Nach seiner Rückkehr bestritt er zwischen Februar und Mai 2021 insgesamt 33 Partien für die Hershey Bears, das Farmteam der Capitals, in der American Hockey League (AHL), bevor er im August 2021 erneut in seine Heimat verliehen wurde, an den Lausanne HC. Dort unterzeichnete er im April 2022 einen festen Vertrag, da sein Kontrakt bei den Capitals im Sommer 2022 auslief. In den Frühjahren 2024 und 2025 wurde der Stürmer Vizemeister mit dem LHC.

### International
Riat absolvierte im Juniorenbereich die U18-Junioren-Weltmeisterschaften 2014 und 2015 sowie die U20-Junioren-Weltmeisterschaften 2016 und 2017. Zudem nahm er an den Austragungen des Ivan Hlinka Memorial Tournaments der Jahre 2013 und 2014 teil.
Im Februar 2017 erhielt der Stürmer sein erstes Aufgebot für die Schweizer A-Nationalmannschaft. In der Folge absolvierte er die Weltmeisterschaft 2018, die die Eidgenossen mit dem Gewinn der Silbermedaille und damit einem der grössten Erfolge der Schweizer Eishockey-Geschichte abschlossen. Weitere Einsätze hatte Riat bei den Weltmeisterschaften der Jahre 2022 und 2023, die jeweils mit dem Ausscheiden im Viertelfinale und dem fünften Rang im Turnierklassement endeten. Bei den Welttitelkämpfen 2025 gewann Riat erneut die Silbermedaille.

## Erfolge und Auszeichnungen
- 2024 Schweizer Vizemeister mit dem Lausanne HC
- 2025 Schweizer Vizemeister mit dem Lausanne HC

### International
- 2018 Silbermedaille bei der Weltmeisterschaft
- 2025 Silbermedaille bei der Weltmeisterschaft

## Karrierestatistik
Stand: Ende der Saison 2024/25

### International
Vertrat die Schweiz bei:
| - Ivan Hlinka Memorial Tournament 2013 - U18-Junioren-Weltmeisterschaft 2014 - Ivan Hlinka Memorial Tournament 2014 - U18-Junioren-Weltmeisterschaft 2015 - U20-Junioren-Weltmeisterschaft 2016 | - U20-Junioren-Weltmeisterschaft 2017 - Weltmeisterschaft 2018 - Weltmeisterschaft 2022 - Weltmeisterschaft 2023 - Weltmeisterschaft 2025 |

(Legende zur Spielerstatistik: Sp oder GP = absolvierte Spiele; T oder G = erzielte Tore; V oder A = erzielte Assists; Pkt oder Pts = erzielte Scorerpunkte; SM oder PIM = erhaltene Strafminuten; +/− = Plus/Minus-Bilanz; PP = erzielte Überzahltore; SH = erzielte Unterzahltore; GW = erzielte Siegtore; 1 Play-downs/Relegation; Kursiv: Statistik nicht vollständig)